# Perry County (Alabama)
Das Perry County ist ein County im Bundesstaat Alabama der Vereinigten Staaten. Der Verwaltungssitz (County Seat) ist Marion.

## Geographie
Das County liegt südwestlich des geographischen Zentrums, ist etwa 110 km von Mississippi entfernt und hat eine Fläche von 1875 Quadratkilometern, wovon zwölf Quadratkilometer Wasserfläche sind. Es grenzt im Uhrzeigersinn an folgende Countys: Bibb County, Chilton County, Dallas County, Marengo County und Hale County.

## Geschichte
Perry County wurde am 13. Dezember 1819 gebildet. Benannt wurde es nach Commodore Oliver Hazard Perry aus Rhode Island, einem Marineoffizier im Krieg von 1812. Die erste Bezirkshauptstadt war Muckle's Ridge, später umbenannt in Marion.

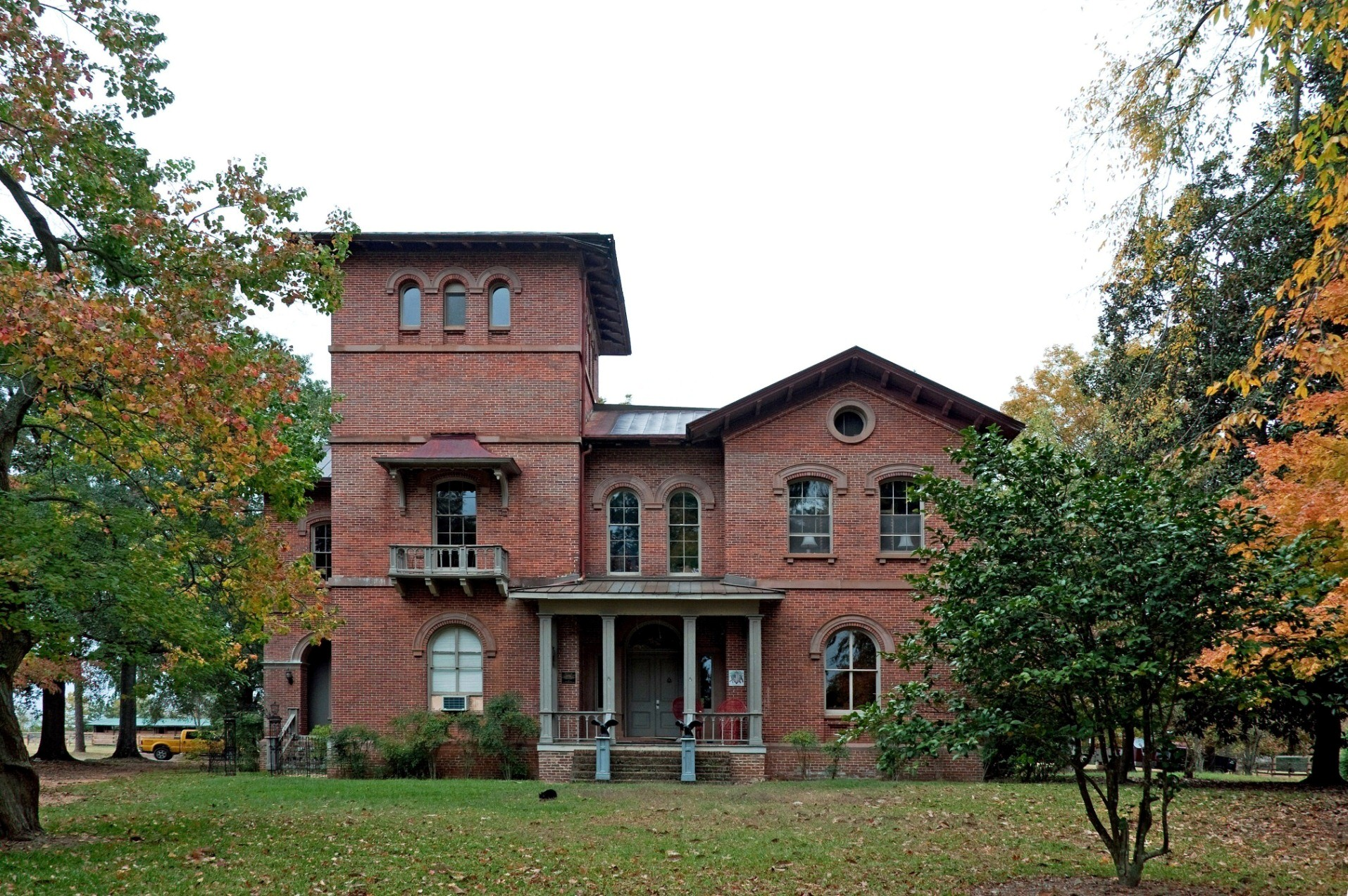
Kenworthy Hall (2011)

18 Bauwerke und Stätten im County sind im National Register of Historic Places (NRHP) eingetragen (Stand 5. April 2020), darunter hat die Kenworthy Hall den Status eines National Historic Landmarks.

## Demographische Daten

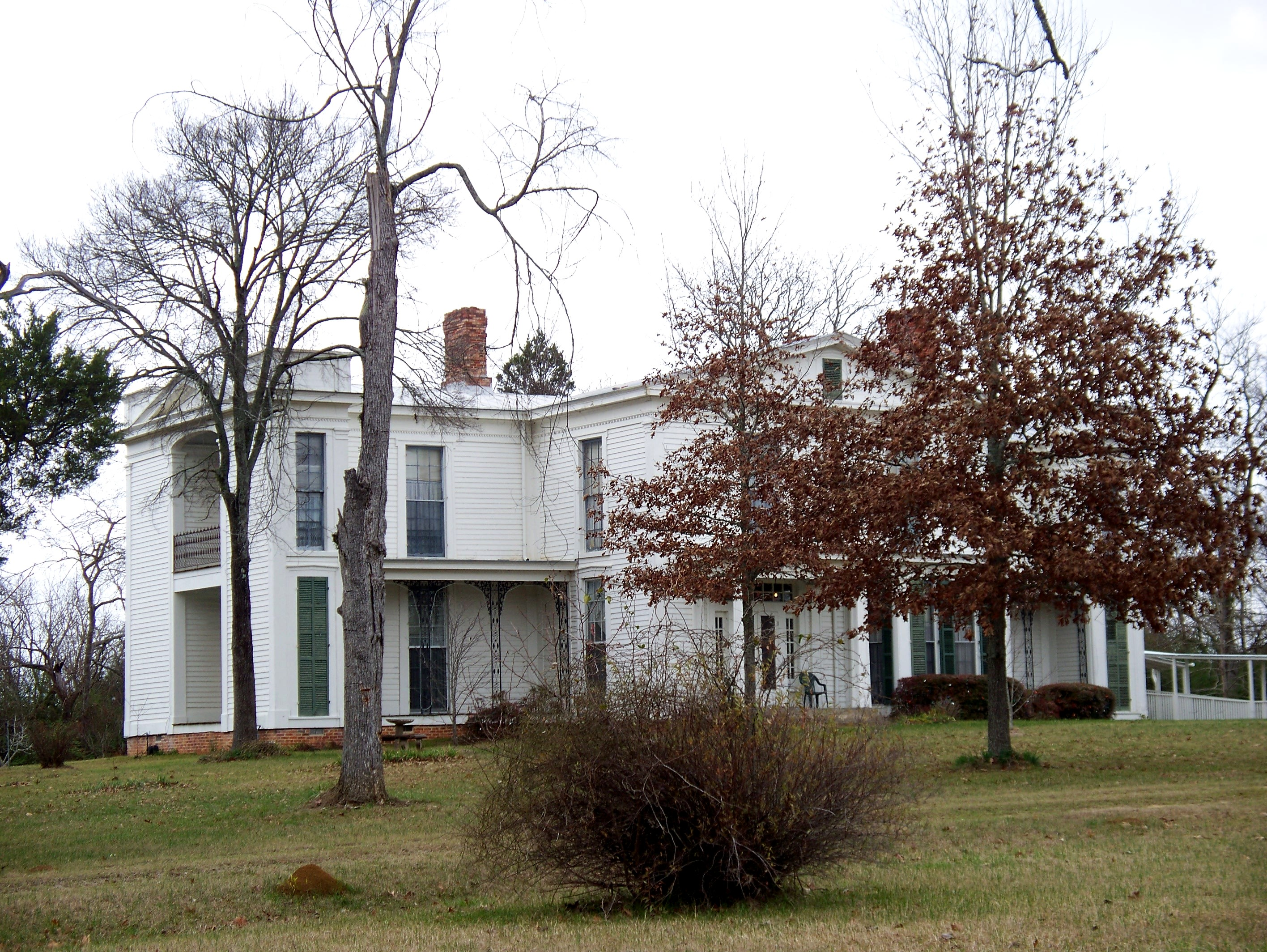
Westwood Plantation, gelistet im NRHP

Nach der Volkszählung im Jahr 2000 lebten im Perry County 11.861 Menschen. Davon wohnten 471 Personen in Sammelunterkünften, die anderen Einwohner lebten in 4.333 Haushalten und 3.046 Familien. Die Bevölkerungsdichte betrug 6 Einwohner pro Quadratkilometer. Ethnisch betrachtet setzte sich die Bevölkerung zusammen aus 30,86 Prozent Weißen, 68,38 Prozent Afroamerikanern, 0,08 Prozent amerikanischen Ureinwohnern, 0,03 Prozent Asiaten, 0,03 Prozent Bewohnern aus dem pazifischen Inselraum und 0,08 Prozent aus anderen ethnischen Gruppen; 0,54 Prozent stammten von zwei oder mehr Ethnien ab. 0,86 Prozent der Bevölkerung waren spanischer oder lateinamerikanischer Abstammung.
Von den 4.333 Haushalten hatten 33,8 Prozent Kinder und Jugendliche unter 18 Jahren, die bei ihnen lebten. In 40,4 Prozent lebten verheiratete, zusammen lebende Paare, 25,1 Prozent waren allein erziehende Mütter, 29,7 Prozent waren keine Familien, 27,9 Prozent aller Haushalte waren Singlehaushalte und in 12,0 Prozent lebten Menschen im Alter von 65 Jahren oder darüber. Die Durchschnittshaushaltsgröße betrug 2,63 und die durchschnittliche Familiengröße betrug 3,23 Personen.
29,8 Prozent der Bevölkerung waren unter 18 Jahre alt, 11,1 Prozent zwischen 18 und 24, 23,6 Prozent zwischen 25 und 44, 20,7 Prozent zwischen 45 und 64 und 14,9 Prozent waren 65 Jahre oder älter. Das Durchschnittsalter betrug 33 Jahre. Auf 100 weibliche Personen kamen 83,9 männliche Personen und auf Frauen im Alter von 18 Jahren und darüber kamen 78,4 Männer.
Das jährliche Durchschnittseinkommen eines Haushalts betrug 20.200 USD, das Durchschnittseinkommen einer Familie 26.150 USD. Männer hatten ein Durchschnittseinkommen von 26.272 USD, Frauen 16.839 USD. Das Prokopfeinkommen betrug 10.948 USD. 31,2 Prozent der Familien und 35,4 Prozent der Einwohner lebten unterhalb der Armutsgrenze.

## Orte im Perry County
- Adler
- Augustin
- Cleveland Mills
- Coleman
- Ellards
- Folsom
- Hamburg
- Heiberger
- Hillcrest
- Jericho
- Levert
- Marion
- Morgan Springs
- Nave
- Norman
- Oakmulgee
- Osborn
- Panhandle
- Perryville
- Radford
- Sprott
- Suttle
- Tayloe
- Uniontown
- Vaiden
- Vilula
- Zimmerman